# ديريك خان
ديريك خان (21 أغسطس 1957 - 15 فبراير 2021) مصمم أزياء أمريكي ترينيدادي. كان معروفًا بتصميمه لفناني الهيب هوب في التسعينيات و2000.